# Ruisseau des Plèches
Le ruisseau des Plèches ou le Gambaïse est une  rivière du sud-ouest de la France, dans l'ancienne région Languedoc-Roussillon donc en nouvelle région Occitanie, affluent gauche du Bès, donc sous-affluent de la Garonne par la Truyère et le Lot.

## Géographie
De 14,6 km de longueur, le ruisseau des Plèches est une rivière qui coule sur le plateau de l'Aubrac. Il prend sa source dans le département de l'Aveyron commune de Aurelle-Verlac et se jette dans le Bès en rive gauche sur la commune de Marchastel département de la Lozère sous le nom Gambaïse.

### Curiosités
Au pont des Nègres, sur la route départementale D52, le ruisseau franchit des orgues basaltiques spectaculaires, facilement observables depuis la route, formées d'une roche basaltique fracturée en prismes hexagonaux.
Un des affluents du ruisseau des Plèches, le ruisseau de Malramont, coule dans une vallée sauvage et pittoresque, et compte un certain nombre de cascades dont la plus remarquable est celle du Trapet non loin du buron du même nom.

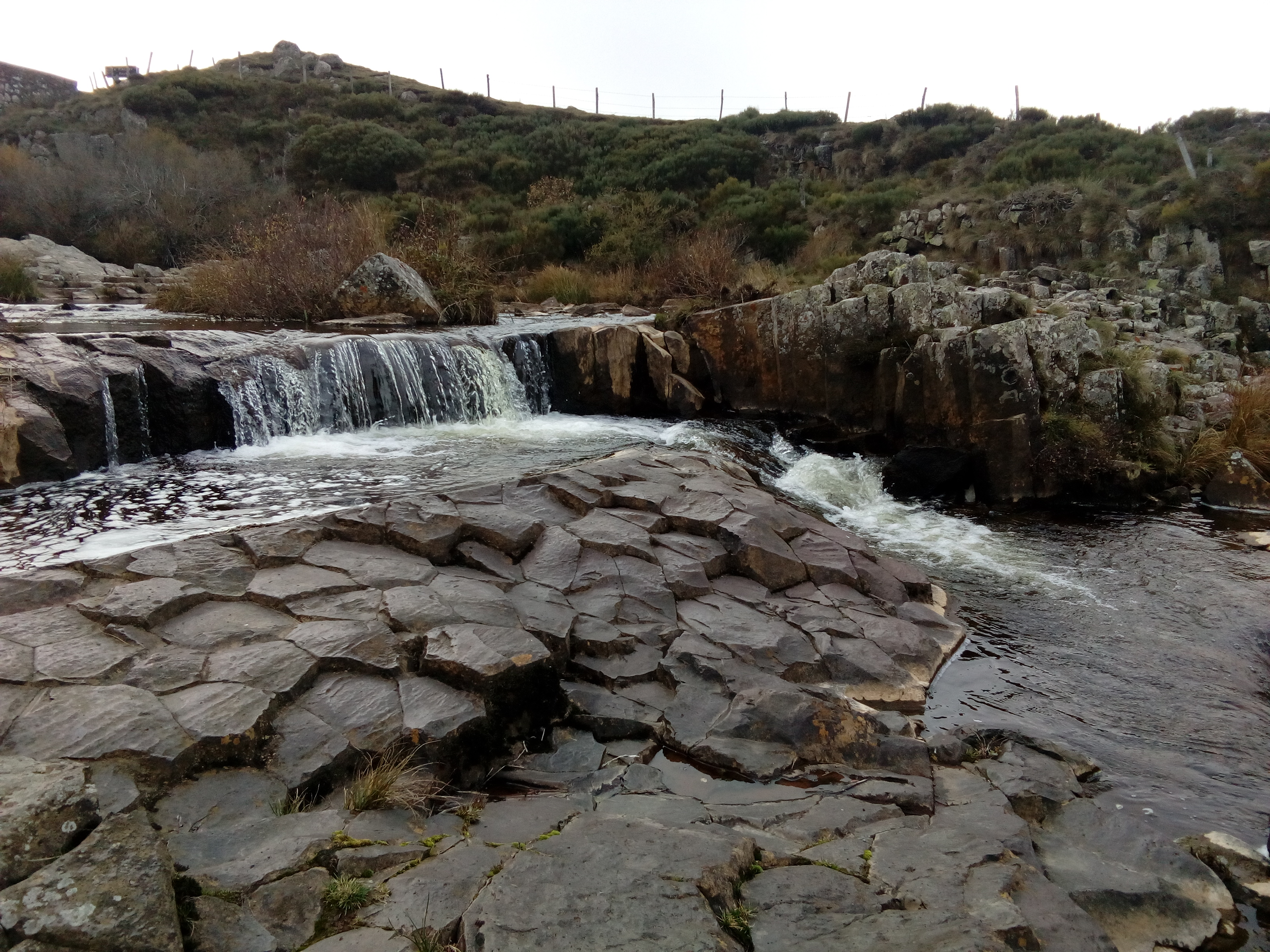
Chaussée des géants du pont des Nègres.
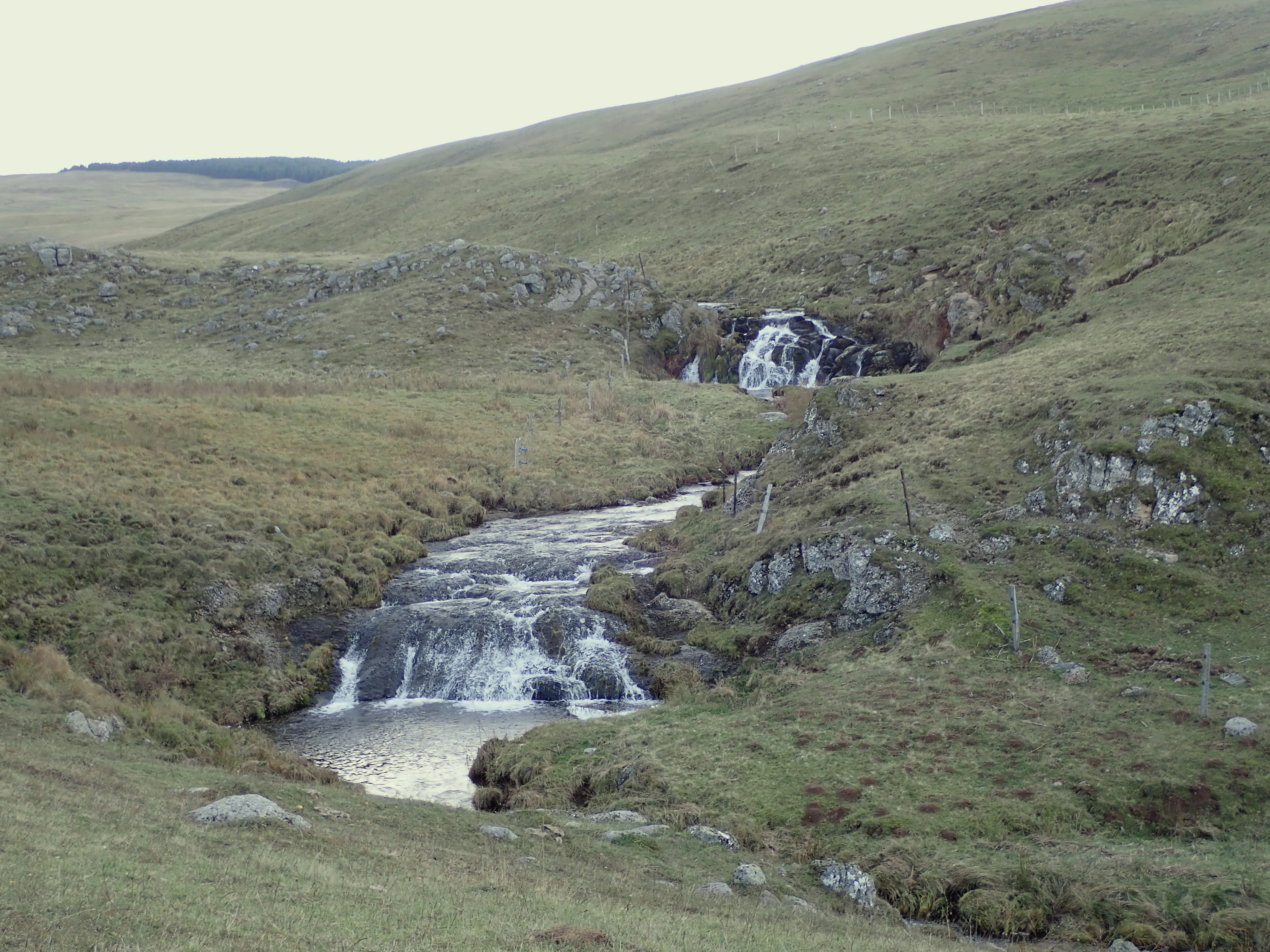
Vallée du Malramont.
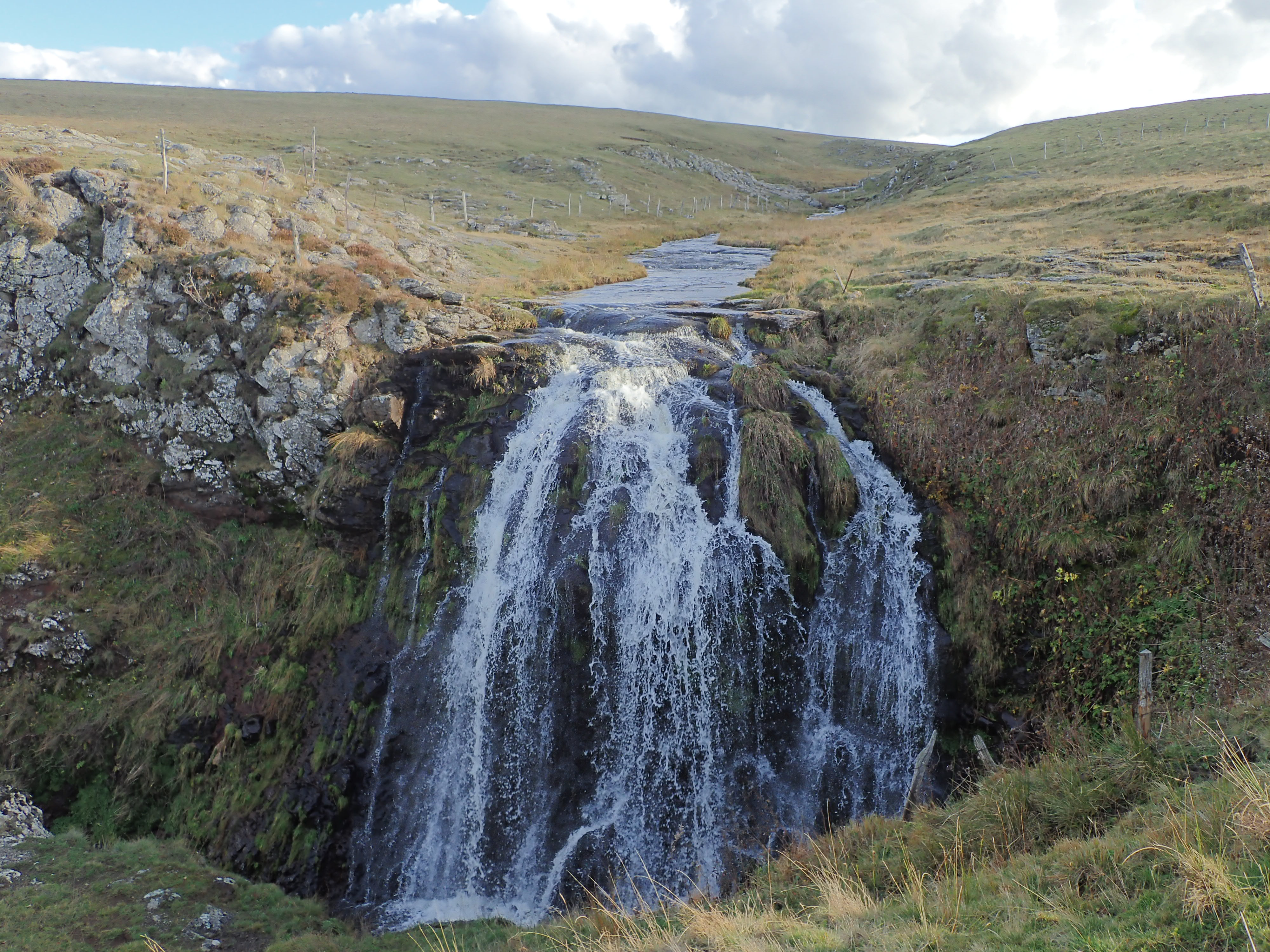
Cascade du Trapet sur le ruisseau de Malramont.

### Départements et communes traversées
- Aveyron : Aurelle-Verlac.
- Lozère : Nasbinals, Les Salces, Marchastel.

## Principaux affluents
- Ruisseau des Traps : 2 km
- Ruisseau de Malramont : 3,9 km
- Ruisseau de Salles Basses : 2,4 km
- Ruisseau de Cap Combattut : 4,1 km
- Ruisseau de Place-Naltes : 5,1 km
- Ruisseau du Lac de Saint-Andéol : 1,6 km
- Ruisseau des Salhiens : 9,2 km